# モハメド・バズム
モハメド・バズム（フランス語: Mohamed Bazoum、1960年1月1日 - ）は、ニジェールの政治家。アラブ人。スンナ派イスラム教徒。2021年より第7代大統領を務めていたが、2023年7月26日に身柄を拘束され大統領を解任された（ただし本人は辞任を認めていない）。2021年まではニジェール民主社会主義党の党首を務めた。マハマドゥ・イスフの最側近でもあった。

## 経歴
ディファ州で8人兄弟の末っ子として誕生した。シェイク・アンタ・ジョップ大学に1979年に入学後、政治学の修士号を取得した。卒業後、ニジェール全国教師組合に加入し、7年間教師として働いた。
1991年から1993年までアマドゥ・シェイフー首相の暫定内閣で外務長官を務める。1995年の議会選挙では社会発展国民運動と民主社会主義党が連立政党を組み、ハマ・アマドゥ内閣で外務大臣を1年間務めていた。しかし、イブライム・バレ・マイナサラが政権を握るとバズムら民主社会主義党は政権批判をきっかけに、弾圧対象となった。2年後には暗殺計画を企てたとして、バズムとイスフは自宅軟禁を命じられた。
マイナサラの暗殺後、2004年に民主社会主義党副党首に選出され、2007年にはハマ・アマドゥ首相を13人の議員と共に非難した。さらに当時の大統領であった軍部出身のタンジャ・ママドゥがクーデターで失脚すると、「ニジェール憲法第2条に則り、ママドゥを反逆罪で起訴すべきだ。しかし、私達野党は死刑判決は求めてない」とバズムは語った。
2011年の大統領選挙でイスフが勝利後、大統領は党の活動に干渉しないとしてバズムが党首を退き、後任としてバズムが党首に就いた。イスフが大統領就任後、バズムは外務大臣に任命された。2016年には国会議員に選出され、イスフの大統領2期目では内務大臣にも任命される。イスフは任期規定である2期目を終えようとしたため、2021年の大統領選挙にバズムは立候補。大統領選挙でバズムは当選し、イスフから大統領職を譲り受けた。
2022年12月の西アフリカ経済通貨同盟 (UEMOA)首脳会議では議長を務めた。
2023年7月26日に大統領警護官により身柄を拘束され、アマドゥ・アブドラマン大佐ら兵士が国営テレビにてバズム政権の崩壊を宣言した。ただしバズム自身は大統領辞任を認めていない。バズムに替わって政権を掌握した祖国防衛国民評議会(CNSP)は8月13日、大反逆罪と国家の治安を損なった容疑でバズムを訴追する意向を発表した。
2023年11月30日、モハメド・バズムの家族は、2023年10月18日以来彼と連絡が取れていないと主張し、一部の人々を対象とした「虐待的な逮捕と捜索」を非難した。。12月15日、西アフリカ諸国経済共同体裁判所はバズムの勾留を不当行為と認定し、大統領職への復職を命じた。
2024年6月14日、ニジェール最高裁判所はバズムが持つ訴追免除の権利の剥奪を決定した。